# Sara Reichelt
Karin-Sarah Reichelt (* 8. Oktober 1964 in Nürnberg) ist eine deutsche Schriftstellerin, die seit 2014 unter dem Namen sara reichelt veröffentlicht.

## Leben
Reichelt studierte nach dem Abitur am Johannes-Scharrer-Gymnasium (Nürnberg) von 1985 bis 1990 an der Friedrich-Alexander-Universität Erlangen-Nürnberg Psychologie bis zum Diplom und im Anschluss bis 2006 Religionswissenschaft und Judaistik an der Universität zu Köln mit Magisterabschluss.
2014 veröffentlichte sie ihren ersten Roman Lies Mich beim Verlag 3.0. Ab 2019 veröffentlichte sie mehrere Werke als Self-Publisher. 2023 veröffentlichte sie ihren Roman Gefährliche Mietschaft bei Periplaneta.

## Veröffentlichungen
sara reichelt (seit 2023:  Periplaneta Verlag)
- Gefährliche Mietschaft. Roman, Periplaneta Verlag, Berlin 2023, ISBN 978-3-95996-209-4.

sara reichelt (Direktveröffentlichungen)
- Fremdgehen für Anfänger und Fortgeschrittene. Ein unmoralischer Ratgeber, 2019. ISBN 978-1-79744-664-6. KDP
- Entflammt von ihr. Erotik und Liebe zwischen Frauen. 2019, ISBN 978-1-79188-545-8. KDP
- Du beschenkst mich / Tú eres mit regalo, Gedichte über eine leidenschaftliche Liebe / Poemas de un amor apasionado. 2019, ISBN 978-1-09-115803-0 (Amazon Kindle Direct Publishing).
- K2-32e oder K2-308b, lyrische Texte (kombiniert mit Zeichnungen von Cornelia Baumgardt-Elms), 2020,. ISBN 978-3-7504-5094-3. BoD

sara reichelt (2014 bis 2018: Verlag 3.0)
- Lies Mich. Roman, 2014
- Die (Un-)Möglichkeit der Liebe/Del amor al desamor. Lyrik, 2015
- Wer die Liebe fängt. Kurzgeschichten, 2016
- Alle Zeit mit ihr. Kurzgeschichten, 2016
- Übertragene Nähe. Gesellschaftsroman, 2016
- Auf die lesbische Liebe. Liebesroman, 2018, ISBN 3-95667-334-4.

Karin-Sarah Reichelt
- In Anthologien (Auswahl)
  - Flüchtiges Begehren, Ätna-Verlag, 1991 St. Augustin
  - Herzdame, Kiepenheuer & Witsch, 1993 Köln
  - Raus aus der Kiste, Edition LesArt, 1998 Köln
  - Ent(d)schlüsse, Edition LesArt, 1998 Köln.
- Wenn du mich suchen willst. Kurzgeschichten. HJG-Verlag, Eisenach 2005, ISBN 3-9810590-0-X.
- mit Anne Küsters: Wer hat Angst vorm Seitensprung? Ratgeber, Egmont VGS, 2009